# 瀧口修央
瀧口 修央（たきぐち しゅうおう、1973年6月28日 - ）は、日本の俳優。東京都板橋区出身。埼玉県私立西武台高等学校卒業。

## 出演

### 映画
- 火火（2005年）
- 一生の？お願い（2005年） - 高尾亮 役
- アンフェア the movie（2007年）
- 真幸くあらば（2010年）
- 君が踊る、夏（2010年）
- バードコール

### テレビ
- 永遠のアトム 手塚治虫物語（1999年）
- 屋根裏（2003年）
- ようこそ魔性の食卓へ（2006年）
- 所轄刑事 第4作「〜罠にはまった生活安全課〜」（2008年）
- 一千兆円の身代金（2015年）
- グーグーだって猫である2 -good good the fortune cat-（2016年）
- 愛と復讐の女「華族の肖像」

### テレビ番組
- 奇跡体験!アンビリバボー

### オリジナルビデオ
- 秘密潜入捜査官 ハニー&バニー（2007年） - 詐欺師 役

### CM
- ヤクルト本社 こだわり茶
- 明治製菓 たけのこの里

### 舞台
- BREATHLESS 1990 ブレスレス ゴミ袋を呼吸する夜の物語
- 屋根裏
- だるまさんがころんだ
- CVR チャーリー・ビクター・ロミオ
- 動物園物語
- なにげないもの
- クローサー

### VP
- 富士通 - 佐藤 役

### MV
- 山田タマル「My Brand New Eden」（2006年）
- Spontania「今でもずっと feat.伊藤由奈」（2009年）